# کریس مزدزر
کریس مزدزر (انگلیسی: Chris Mazdzer؛ زادهٔ ۲۶ ژوئن ۱۹۸۸) ورزشکار لژسواری اهل ایالات متحده آمریکا است.
وی در مسابقات کشوری و بین‌المللی در مجموع برندهٔ ۱ مدال نقره، ۱ مدال برنز شده‌است.